# Kirby’s Block Ball
Kirby’s Block Ball (с англ. — «Мяч-Блок Кирби») — игра в стиле Breakout для Game Boy, разработанная HAL Laboratory и Nintendo R&D1. Спинофф серии Kirby. Разработка игры заняла полгода, в ходе которой был пересмотрен игровой процесс, чтобы соответствовать серии. Как и в Breakout, игрок управляет досками на краях экрана, направляя мяч в виде Кирби в разрушаемые кирпичи. В игре 55 уровней, включая бонусные и мини-игры. Kirby’s Block Ball выпущена в Японии 14 декабря 1995 года, в Северной Америке в мае 1996 года и в Европе 25 декабря 1995 года.
Рецензенты считали игру улучшенной версией игры Breakout и хвалили ее за высокое качество и соответствие серии. Игра переиздана для системы Virtual Console на Nintendo 3DS в Японии 26 октября 2011 года, Европе и Австралии 9 февраля 2012 года и Северной Америке 17 мая 2012 года. Игра включена в многочисленные списки лучших игр для Game Boy, а позже была эмулирована на систему Virtual Console для Nintendo 3DS.

## Игровой процесс
Игрок управляет платформами вдоль краев экрана, направляя шар в виде Кирби на разрушаемые кирпичи. Игрок потеряет жизнь, если Кирби упадёт в нижний край. Каждый из 11 этапов игры включает в себя пять раундов с более трудными в разрушении блоками. В игре десять видов блоков, которые различаются прочностью и приносимыми очками. Платформа, находящаяся в нужном месте, придаёт Кирби мощный импульс, с помощью которого он пробивает блоки. Другой тип блока превращает оставшиеся блоки в портал на бонусный уровень. Игрок может найти Основные Звёзды, которые приведут к мини-играм, таким как Воздушный Хоккей, где игрок может заработать дополнительные жизни. В раундах также есть враги, которых нужно либо атаковать, либо избегать. Некоторые враги содержат бонусные предметы. Каждый этап заканчивается сражением с боссом.
Кирби может трансформироваться в одну из способностей — Камень, Иглы, Огонь и Искра — каждая из которых по-своему взаимодействует с блоками. Так, Искра позволяет Кирби пробиваться через нерушимые блоки, а Иглы позволяют Кирби упасть на шипы один раз, не потеряв жизни. Игра использует расширенную цветовую палитру при игре на Super Game Boy.

## Сюжет
Король ДиДиДи крадет пять Искрящихся Звезд и скрывает их в своем замке. Кирби летит на Основной Звезде в Мир Блоков (англ. Blockworld) и пробирается по этапам в попытке добраться до ДиДиДи. Десять основных этапов включают Мир Блоков, а также оплот Короля ДиДиДи. Каждый этап в Мир Блоков контролируется одним из приспешников ДиДиДи. Победа над ними открывает доступ к следующему этапу. 10 основных этапов должны быть пройдены только при условии соблюдения определённых условий, в противном случае игрок получит «плохую» концовку (Над Миром Блоков зловеще пролетает лицо ДиДиДи с сопровождаемой в нижней части экрана надписью «Попробуй ещё раз!»). Чтобы разблокировать 11 этап и получить «хорошую» концовку, игрок должен получить на первых 10 этапах оценку выше представленной. Оценочная планка от этапа к этапу становится выше. После того, как Кирби завершает первые 10 этапов, образуется мост, ведущий к замку и после прохождения дополнительных 5 этапов герой побеждает своего соперника. Искрящиеся Звезды уничтожают крепость ДиДиДи. Концовка показывает фонтан, построенный на руинах замка. Кирби танцует в фонтане на фоне титров.

## Разработка
Игра разработана HAL Laboratory совместно с сотрудником Nintendo R&D1 Гумпэем Ёкои и издана Nintendo. В какой-то момент разработки сотрудники HAL Laboratory пришли к выводу, что игра не похожа на игру про Кирби. Команда потратила шесть месяцев на полную переработку игры под четкие инструкции о том, как должен двигаться Кирби. Kirby’s Block Ball была выпущена для Game Boy сначала в Японии в 1995 году, а затем в Европе в 1995 году и в Северной Америке в мае 1996 года. Позже она была эмулирована на виртуальной консоли Nintendo 3DS, и выпущена сначала в Японии в октябре 2011 года, а затем в Европе в феврале 2012 года и в Северной Америке в мае 2012 года.

## Критика
| Иноязычные издания | Иноязычные издания |
| Издание            | Оценка             |
| ------------------ | ------------------ |
| EGM                | 7,875/10           |
| Jeuxvideo.com      | 16/20              |
| Planet Game Boy    | 5/5                |

Четыре рецензента Electronic Gaming Monthly положительно оценили Kirby’s Block Ball за модифицированную формулу игры Breakout и интересный гемплей. Они особенно похвалили уникальные бонусные уровни, хотя рецензенты Crispin Boyer и Sushi X отметили, что игра была слишком короткой и легкой. Рецензенты Nintendo Power похвалили игру за большое количество разнообразных этапов, удивившись, что игра помещается на восьмимегабитный картридж. Рецензенты посчитали интересной способность Кирби поедать блоки. Все шесть рецензентов журнала порекомендовали игру к ознакомлению.
Рецензент IGN написал, что запомнилась как «клон Arkanoid или Breakout под брендом Kirby». Игра получила 7,4 балла из 10. Серия Kirby стала известна в том числе благодаря не-платформенным спин-оффам, из которых Kirby’s Block Ball стал одним из первых наряду с Kirby's Pinball Land и Kirby's Dream Course, в которых Кирби сферической формы использовался в качестве мяча. Рецензент IGN отметил, что Kirby’s Block Ball — «ожидаемый» спин-офф с участием Кирби, но он слишком короткий.
Planet Game Boy назвал игру одной из десяти «классических» игр для Game Boy, а GamesRadar, включила игру в число лучших игр для Game Boy. Они посчитали Kirby’s Block Ball хорошим представителем линейки Game Boy и клоном Breakout. IGN порекомендовал поклонникам Breakout переиздание для 3DS. Журнал Nintendo World Report рекомендовал игру любителям экшен-игр и назвал её лучшей версией Breakout. В ретроспективных обзорах рецензенты посчитали игру приятной, положительно оценив игровой процесс и музыку.
В ретроспективном обзоре рецензенты Jeuxvideo.com высоко оценили дизайн уровней, графику и анимацию. Музыку они также посчитали превосходной по сравнению с раздражающим и повторяющимся саундтреком большинства клонов Breakout. Рецензенты отметили, что игра прекрасно соответствует вселенной Kirby. Из минусов была отмечена непостоянная сложность игры, также у рецензентов иногда возникали сложности с управлением и точностью летящего шара.
В 2012 году сайт GamesRadar поместил Kirby’s Block Ball на 10 место в списке лучших игр серии Kirby и на 21 место в списке лучших игр для Game Boy всех времён.

## Заметки
1. ↑  Известная в Японии как Kirby no Block Ball (яп. カービィのブロックボール Ка:би: но Бурокку Бо:ру, «Мяч-Блок Кирби»)